# Houghton (Weingut)
Houghton ist das älteste und größte Weingut im Swan Valley ca. 25 km nördlich von Perth in Westaustralien.

## Geschichte

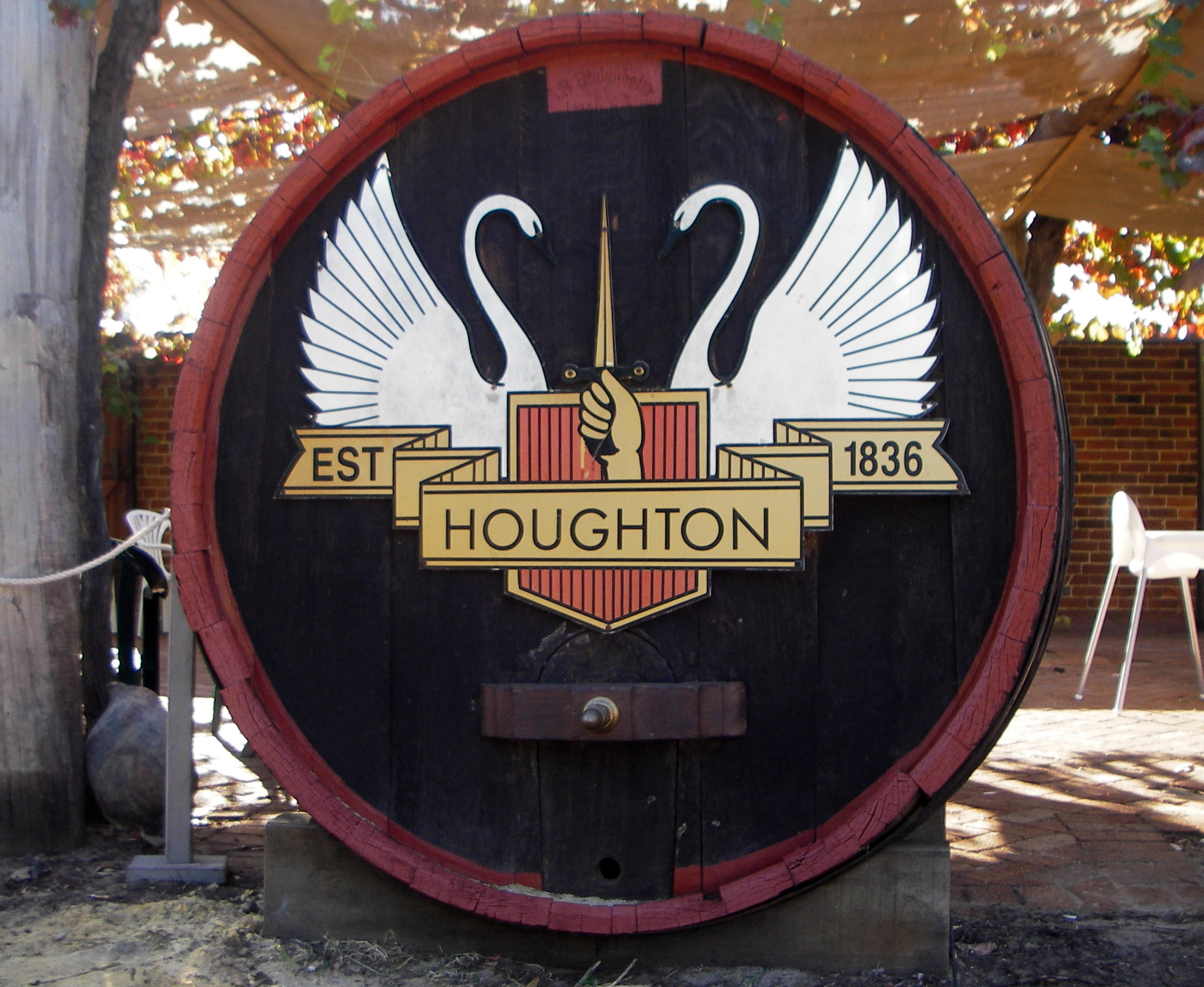
Houghton-Emblem im Eingangsbereich zum Weingut

1829 schenkte Westaustraliens erster Gouverneur James Stirling seinem Bediensteten Revett Henry Blend als Anerkennung für Expeditionsleistungen das Land am Oberlauf des Swan Rivers, das Swan Location II genannt wurde. 1836 kauften drei britische Offiziere, die zusammen in der East India Company gedient hatten, den nördlichen Teil dieses Areals; vom Dienstältesten dieses Syndikats, Oberstleutnant Richmond Houghton, erhielt es seinen Namen. Es gibt indes keinen Hinweis, dass Houghton das Land je betreten hat; verwalten ließ er seinen Anteil von seinem Miteigentümer Thomas Newte Yule.
Als Gründungsdatum des Weinguts wird im Unternehmens-Emblem (empor gehobenes Schwert zwischen zwei sich anschauenden Schwänen) 1836 ausgewiesen, was historisch unscharf ist. Zwar war das Land im Zeitpunkt des Erwerbs durch die drei Briten bereits mit Reben bestockt. Als kommerziell genutztes Weingut – das erste seiner Art in Westaustralien – ist es allerdings erst nachgewiesen, als der aus Edinburgh nach Australien eingewanderte Arzt John Ferguson 1859 den Offizieren das Land für 350 Pfund abkaufte.
Auf John Ferguson gehen die drei historischen Gebäude im schottischen Landhausstil (croft) zurück (1987/88 restauriert), umgeben von weitläufigen Parkanlagen. Ferguson baute das ehemalige Wohnhaus von Thomas Newte Yule zum Weinkeller um und erzielte im ersten Jahr (1860) einen Ertrag von 100 Litern. 
Fast 100 Jahre (drei Generationen) lang verblieb das Weingut im Besitz der Familie Ferguson. Anfangs war der Weinbau nur Nebenerwerb, doch Sohn und Enkel konzentrierten sich ausschließlich auf diesen Produktionszweig. Durch Zukäufe von Land und Kooperation mit versierten Winzern wurde die Middle Swan Winery bis zur Mitte des 20. Jahrhunderts das größte Weingut Westaustraliens. 
Einer der einflussreichsten Winzer war Jack Mann, der in 51 aufeinanderfolgenden Jahrgängen Weine für Houghton produzierte. 1937 wurde sein White Burgundy das Flaggschiff für die westaustralische Weinproduktion. Es handelt sich dabei um keinen Weißburgunder; vielmehr sollte der Name beim australischen Kunden Assoziationen an das ferne Burgund wecken und ihm suggerieren, dieser Wein sei mit den weltbesten Lagen vergleichbar. Vor dem Hintergrund des deutlichen Qualitätsvorsprungs dieses Weines vor anderen landestypischen Verschnittweinen und der Tatsache, dass die wenigsten Australier reale Vergleichsmöglichkeiten mit den grands vins Burgunds gehabt hätten, war diese Werbestrategie bis in die 2. Hälfte des 20. Jahrhunderts hinein sehr erfolgreich. Der mehrfach prämierte Wein mit fruchtigem Geschmack, charakteristisch etikettiert (weiß mit blauem Streifen), ist einer der bekanntesten in Australien und auch im 21. Jahrhundert noch der Favorit im Sortiment, allerdings unter dem Namen Houghton White Classic. In diesem neuen Namen ist die Herstellung des Weines aus einer gebietstypischen Rebsortenmischung reflektiert.
1950 verkauften die Enkel von John Ferguson das Weingut an die Emu Wine Company, die ihrerseits 1976 von der Hardy Wine Company mit Sitz in Reynella (Südaustralien) aufgekauft wurde. Diese Gesellschaft verwandelte das Familienweingut in ein überregional tätiges Unternehmen.
Im 21. Jahrhundert ist Houghton eine weit über Australien hinaus bekannte Weinproduktions- und Vertriebsgesellschaft mit weltweiten Exportaktivitäten, insbesondere in die USA und nach Europa. Verarbeitet werden jährlich ca. 8.000 Tonnen Trauben, die 1,7 Millionen Liter Wein (verpackt in 9-Liter-Kartons) ergeben.

## Das Weingut heute

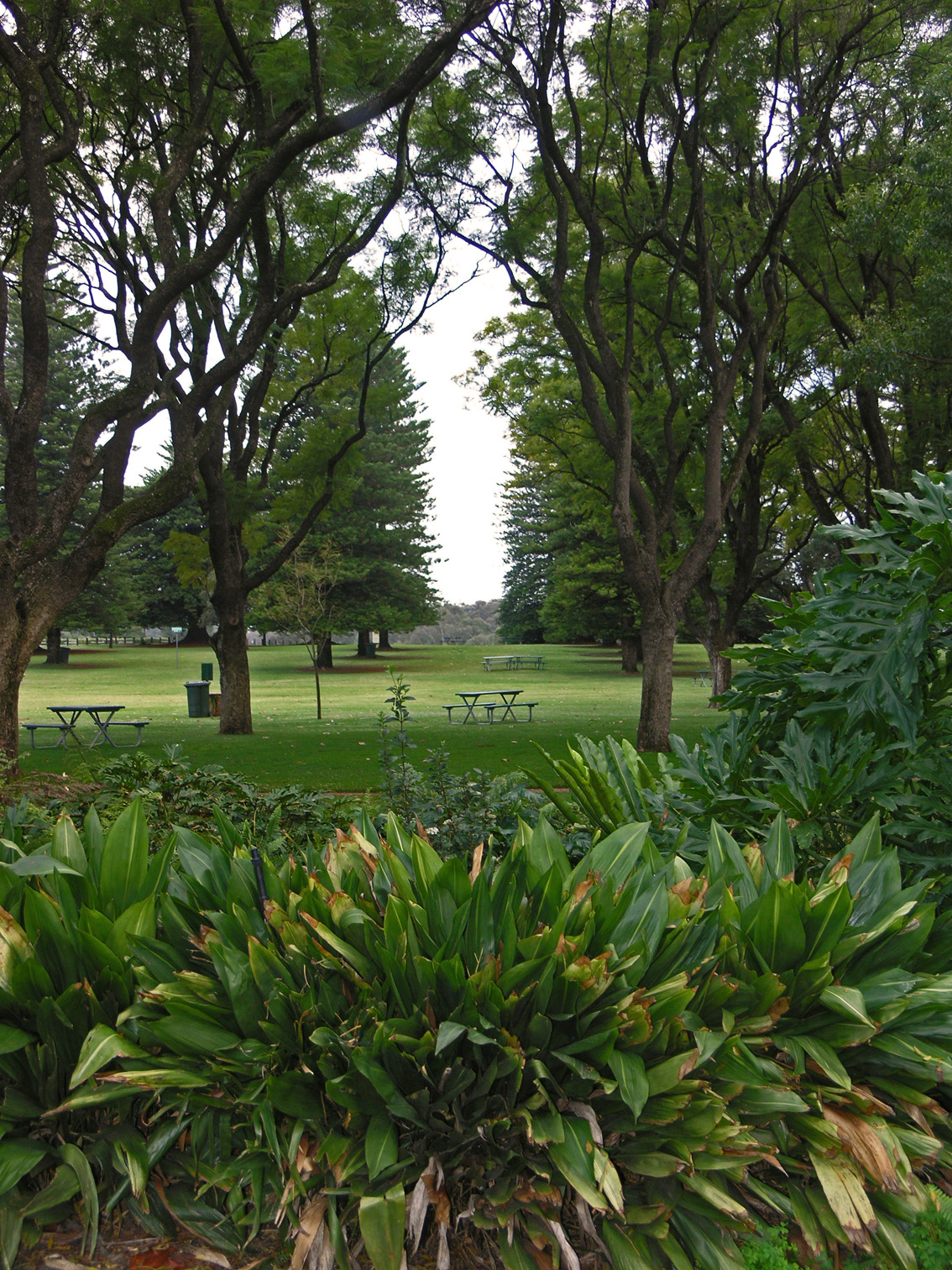
Parkanlage

Die Houghton Winery verfügt Anfang des 21. Jahrhunderts über ca. 60 Hektar Rebhänge im historischen Kerngebiet am Swan River, die mit den weißen Rebsorten (Verdelho, Chardonnay, Sémillon, Sauvignon Blanc und Chenin Blanc) bestockt sind.
Die heutigen bei Houghton produzierten Weine stammen jedoch größtenteils nicht mehr aus dem Swan Valley, sondern aus bis zu 300 km entfernten Anbaugebieten in den kühlen Klimazonen im äußersten Südwesten Australiens, beispielsweise Moondah Brook (145 ha), Pemberton (92 ha), Mount Barker (74 ha) und Frankland River (89 ha). Houghton-Weine kommen auch vom Margaret River, aus Harvey und aus dem Ferguson Valley. In diesen Gebieten wachsen auch rote Rebsorten wie Shiraz, Cabernet Sauvignon, Merlot und Pinot noir.
Diese Expansion erforderte die Anlage einer zweiten Produktionsstätte in Nannup im Blackwood Valley.
Houghton-Weine werden unter den Bezeichnungen Houghton Crofters, Line Range, Houghton Regional Range und Jack Mann verkauft. In der Bezeichnung Houghton Crofters ist der schottische Landgutstil der historischen Anlagen reflektiert; sie bedeutet aber nicht, dass diese Weine (es gibt sie in mehreren Rebsorten und auch Rebsorten-Mischungen) aus der Kernregion stammen. Bei der Line Range denotiert das Etikett nur die Rebsorte; die Herkunft ist beliebig. Die Regional Range bezeichnet auf dem Etikett außer der Rebe auch das Anbaugebiet (z. B. "Margaret River", "Pemberton"); dabei ist indes zu beachten, dass nach dem australischen Weingesetz jeder Herkunftswein bestimmter Anbaugebiete 20 % Beimengungen von Reben anderer Anbaugebiete enthalten darf. Die Marke Jack Mann bezeichnet heute nicht den "White Burgundy-Classic" von 1937, sondern einen zu Ehren dieses Winzers benannten Cabernet Sauvignon.

## Tourismus
Houghton veranstaltet an seiner historischen Produktionsstätte in Middle Swan täglich Weinverkostungen im Rahmen von Gruppenführungen, zumeist im Zusammenhang mit organisierten Bootsfahrten auf dem Swan River (so genannte Wine Cruises), die bei internationalen Besuchern beliebt und von Perth oder Fremantle aus täglich buchbar sind. Zu den regulären Öffnungszeiten sind aber auch individuelle Anreise, Beratung und Weinprobe bei Houghton möglich. Die Verkaufsstelle organisiert auch den Übersee-Versand für die Touristen.